# Paška vrata
Paška vrata este o arie protejată (sit de importanță comunitară — SCI) din Croația întinsă pe o suprafață de 355,28 ha, integral marine.

## Localizare
Centrul sitului Paška vrata este situat la coordonatele 44°28′29″N 15°03′50″E / 44.474699°N 15.06387°E.

## Înființare
Situl Paška vrata a fost declarat sit de importanță comunitară în iulie 2013 pentru a proteja un număr necunoscut de specii din flora spontană și fauna sălbatică aflate în arealul zonei.

## Biodiversitate
Situată în ecoregiunea marină mediteraneană, aria protejată conține 1 habitat natural: Recifuri.
La baza desemnării sitului se află un număr nedeclarat de specii protejate.